# Muhammad ibn Nasr
Abu Abdullah Muhammad ibn Yusuf ibn Nasr (in arabo أبو عبد الله محمد بن يوسف بن نصر‎?), soprannominato Ibn al-Aḥmar (ابن الأحمر), cioè "il figlio del Rosso", per la colorazione rossiccia della barba o con il suo nome onorifico al-Ghalib billah (الغالب بالله, "Il vincitore per grazia di Dio"), e noto anche semplicemente come Muhammad I di Granada (Arjona, 1195 – Granada, 22 gennaio 1273), fu il primo sultano della dinastia nasride, di cui fu capostipite, e fondatore del Sultanato di Granada, l'ultimo Stato musulmano indipendente stato della penisola iberica.
Muhammad visse in un periodo durante il quale i regni cristiani della regione, in particolare il Portogallo, la Castiglia e l'Aragona, furono riprese nell'ambito della Reconquista a scapito dei musulmani, i quali erano a capo dell'Al-Andalus. Muhammad ibn Yusuf assunse il potere nella sua nativa Arjona nel 1232 quando si ribellò al signore de facto di Al-Andalus, Ibn Hud. Durante tale ribellione, riuscì ad assumere brevemente il controllo di Cordova e Siviglia, prima di perdere entrambe le città a favore di Ibn Hud. Costretto a riconoscere la sovranità di Ibn Hud, Muhammad fu in grado di preservare Arjona e Jaén. Nel 1236 tradì Ibn Hud aiutando Ferdinando III di Castiglia a espugnare Cordova. Negli anni che seguirono, Muhammad riuscì a ottenere il controllo sulle città del sud, tra cui Granada (1237), Almeria (1238) e Malaga (1239). Nel 1244 perse Arjona in favore della Castiglia. Due anni dopo, nel 1246, accettò di arrendersi a Jaén e riconobbe la signoria di Ferdinando in cambio di una tregua dalla durata ventennale.
Nei diciotto anni che seguirono, Muhammad consolidò il suo dominio mantenendo rapporti relativamente pacifici con la Corona di Castiglia, tanto che nel 1248 aiutò persino il regno cristiano a strappare Siviglia ai musulmani. Nel 1264, tuttavia, si rivoltò contro la Castiglia e assistette alla fallita rivolta mudegiara del 1264-1266 istigata dai sudditi musulmani della Castiglia appena sottomessi. Nel 1266 i suoi alleati a Malaga, i Banu Ashqilula, si ribellarono all'emirato. Quando questi vecchi alleati chiesero l'aiuto di Alfonso X di Castiglia, Muhammad riuscì a convincere il comandante delle truppe castigliane, Nuño González de Lara, a rivoltarsi contro Alfonso. Nel 1272, Nuño González si impegnò attivamente nel tentativo di contrastare la Castiglia. L'esito del conflitto tra il sultanato da una parte e la Castiglia e i Banu Ashqilula dall'altra appariva ancora incerto nel 1273, quando Muhammad morì per via delle ferite riportate dopo una caduta di cavallo. Gli successe il figlio, Muhammad II, rimasto al potere per circa un trentennio.
I discendenti di Muhammad ressero il Sultanato di Granada fino al 1492, quando l'ultimo rappresentante, Boabdil (Abū 'Abd Allāh), si arrese al re della Castiglia nel gennaio di quell'anno. La sua altra eredità fu la costruzione dell'Alhambra, la sua residenza a Granada. I suoi successori avrebbero continuato a costruire il palazzo e il complesso della fortezza e a risiedervi, ed è durato fino ai giorni nostri come eredità architettonica dell'emirato.

## Contesto storico

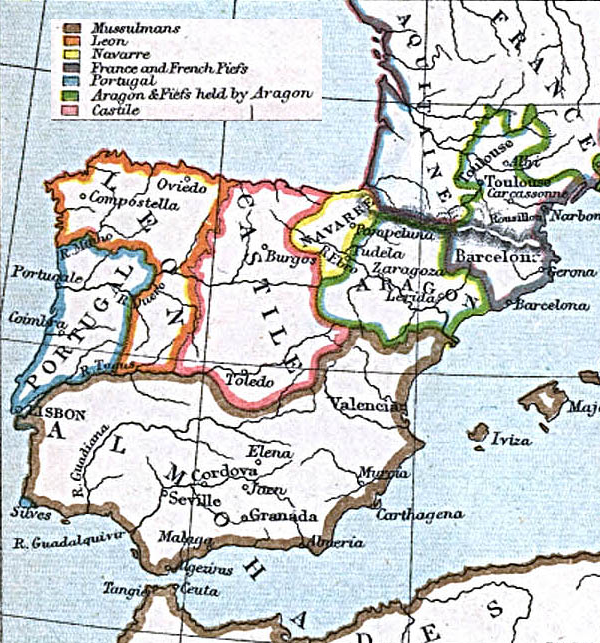
La penisola iberica nel 1210, prima della disgregazione del califfato almohade e della conseguente perdita dei territori musulmani a favore dei regni cristiani

L'inizio del XIII secolo coincise con un periodo difficile per i musulmani della penisola iberica, che persero costantemente terreno. Il califfato almohade, che aveva dominato Al-Andalus (l'Iberia musulmana), precipitò in una lotta dinastica quando il califfo Yusuf II morì nel 1224 senza un erede. L'Al-Andalus si disgregò in molteplici piccoli regni noti con il nome di taifa. Uno dei signori delle varie taifa fu Ibn Hud (morto nel 1238), ribellatosi contro gli Almohadi e proclamatosi nominalmente a capo del califfato abbaside, malgrado nella sostanza governò in maniera indipendente rispetto al Regno di Murcia. La sua crescente forza lo rese la guida de facto di Al-Andalus, e per breve tempo divenne il signore di Muhammad. Nonostante la sua popolarità e il suo successo in Al-Andalus, Ibn Hud aveva subito delle sconfitte contro i cristiani, tra cui una ad Alanje nel 1230 e una nella battaglia di Jerez nel 1231, seguite dalla perdita di Badajoz e dell'Estremadura.
Nel nord della penisola esistevano diversi regni cristiani: la Castiglia, il León (in unione con la Castiglia dal 1231), il Portogallo, la Navarra e un'unione di regni nota come Corona d'Aragona. Estesisi verso sud conquistando terre precedentemente governate dai musulmani, essi avviarono un lungo processo di riconquista (in spagnolo Reconquista). Tutti i regni ospitavano consistenti gruppi di fedeli musulmani. Nella metà del XIII secolo, la Castiglia appariva il regno più esteso della penisola. Il suo sovrano, Ferdinando III (regnante dal 1217 al 1252) approfittò dell'acquisizione del León al suo regno e della disunione dei musulmani per scagliare una campagna espansionistica verso sud nei territori musulmani, sottomettendo alla fine Cordova (1236) e Siviglia (1248).

## Biografia

### Origini e primi anni

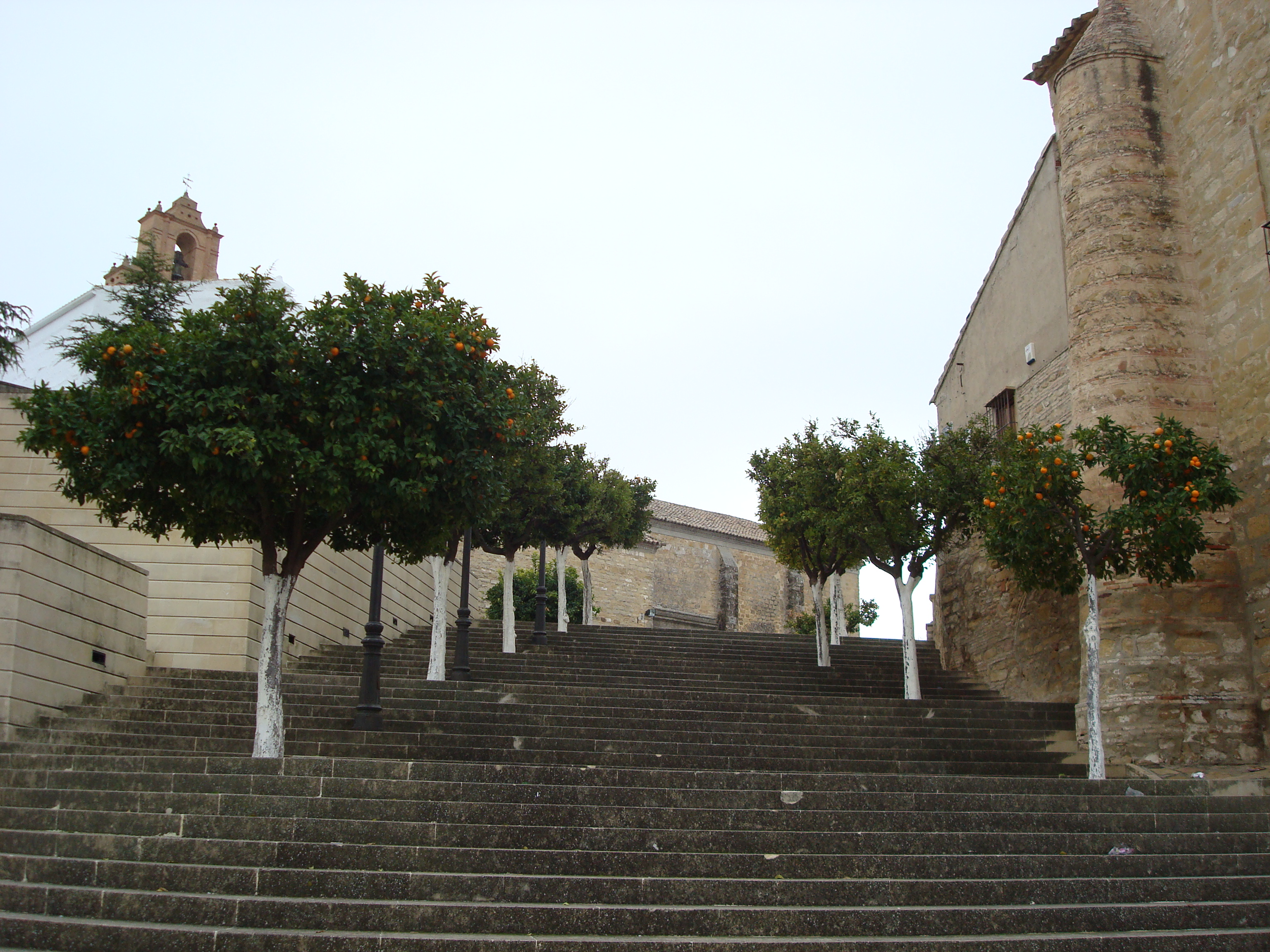
Scorcio della città vecchia di Arjona, città natale di Muhammad

Muhammad ibn Yusuf nacque nel 1195 ad Arjona, in Spagna, all'epoca una piccola città di frontiera situata a sud di Guadalquivir, nella moderna provincia spagnola di Jaén. Di origini umili, secondo le parole della Prima Cronaca Generale castigliana, inizialmente non aveva «altra preoccupazione che curarsi dei buoi e dell'aratro». Secondo lo storico e visir di Granada Ibn al-Khatib, vissuto nel XIV secolo, la famiglia discendeva da un importante compagno del profeta Maometto noto come Sa'd ibn 'Ubada della tribù dei Banū Khazraj. Sempre stando a Ibn al-Khatib, i discendenti di Sa'd emigrarono in Spagna e si stabilirono ad Arjona dandosi all'agricoltura. Durante i suoi primi anni di vita, si distinse per le sue abilità di comando alle frontiere e per la sua aura di asceta, da lui preservata anche dopo essere diventato sovrano.
Muhammad era conosciuto anche come Ibn al-Ahmar, o con il suo patronimico kunya Abu Abdullah.

### Ascesa al potere
Le disfatte subite da Ibn Hud erosero la sua credibilità, tanto che scoppiarono delle ribellioni in alcune parti del suo dominio, tra cui la piccola città di Muhammad, Arjona. Il 16 luglio 1232, un'assemblea della moschea di Arjona dichiarò l'indipendenza della città. La proclamazione avvenne il 26 Ramadan 629 del calendario islamico, dopo la preghiera del venerdì conclusiva del mese sacro. L'assemblea elesse Muhammad, noto per la sua pietà e la sua reputazione di uomo ostile ai cristiani, come signore della città. Muhammad godeva inoltre l'appoggio di un'importanza famiglia, quella dei Banu Nasr, e di una famiglia arjonana alleata, i Banu Ashqilula.
Nello stesso anno, Muhammad si impossessò di Jaén, importante città situata vicino ad Arjona. Con l'aiuto dei rivali di Ibn Hud, i Banu al-Mawl, Muhammad si assicurò brevemente il controllo della contesa Cordova. Nel 1234 conquistò anche Siviglia con l'aiuto della famiglia Banu al-Bajji, ma riuscì a detenerla per un mese soltanto. Sia Cordova che Siviglia, insoddisfatte dello stile di governo di Muhammad, tornarono sotto il dominio di Ibn Hud poco dopo la presa di potere del suo rivale. Dopo questi fallimenti, Muhammad dichiarò nuovamente la sua fedeltà a Ibn Hud e mantenne il suo dominio su una piccola regione che comprendeva Arjona, Jaén, Porcuna, Guadix e Baeza.
Muhammad si rivoltò nuovamente contro Ibn Hud nel 1236. Si alleò con Ferdinando e aiutò i castigliani ad assediare Cordova, circostanza che pose fine a secoli di dominio musulmano nella città. Negli anni successivi, Muhammad prese il controllo di importanti città del sud. Nel maggio del 1237 (Ramadan del 634 AH), su invito dei nobili locali, fece il suo ingresso a Granada, nominata in seguito sua capitale. Si insediò inoltre Almería nel 1238 e Malaga nel 1239. Queste città non furono prese con la forza, ma attraverso delle manovre politiche e il consenso degli abitanti.

### Sovrano di Granada

#### Insediamento a Granada

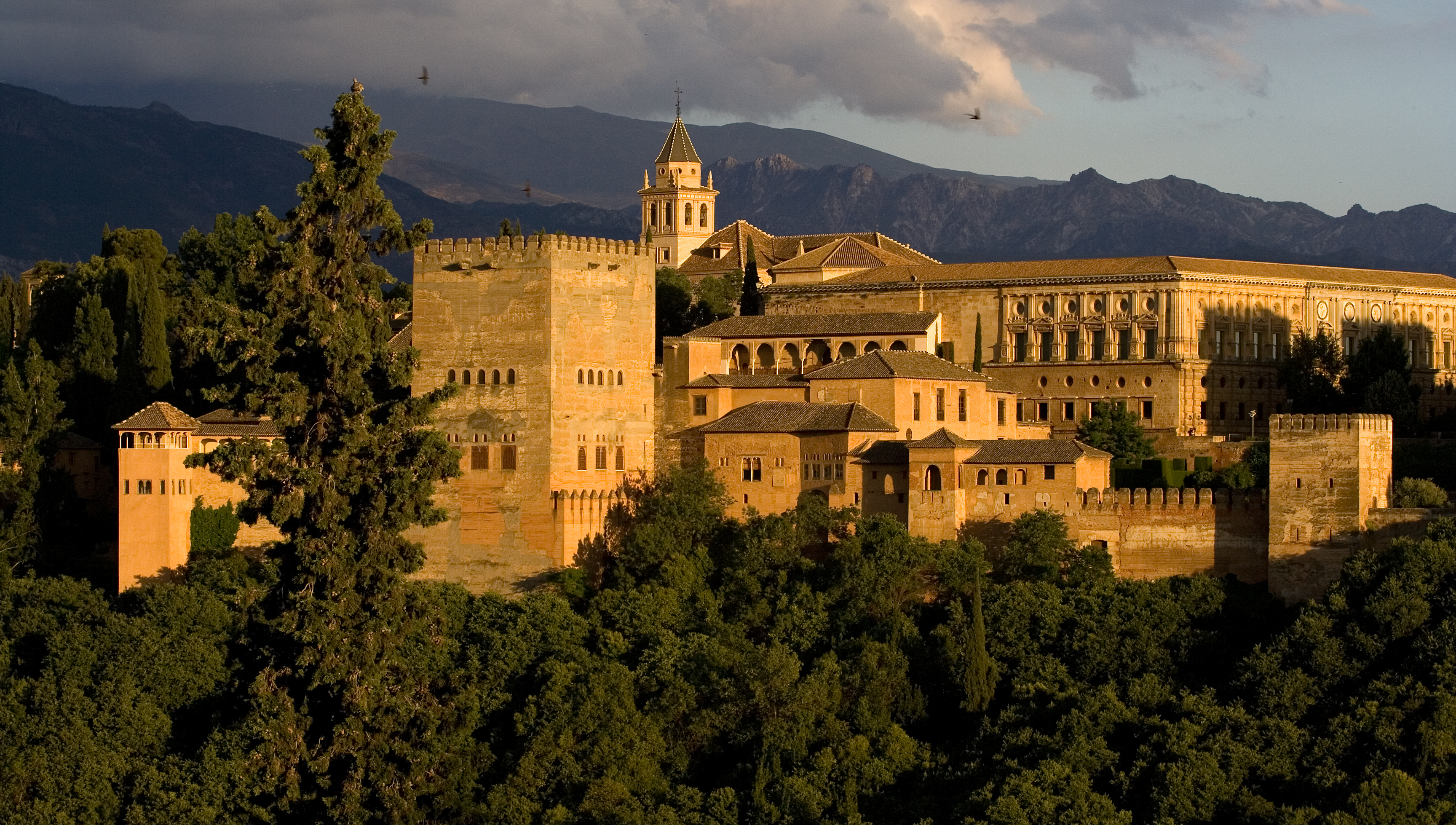
L'ingresso a Granada: Muhammad iniziò la costruzione dell'Alhambra (nella foto)

Muhammad fece il suo ingresso a Granada nel maggio 1238 (Ramadan 635). Secondo Ibn al-Khatib, entrò in città vestito come un sufi, con un semplice berretto di lana, degli abiti grossolani addosso e un paio di sandali. Si stabilì nell'alcazaba (castello) costruito dagli Ziridi di Granada, signori della taifa cittadina, nell'XI secolo. Ispezionò poi un'area conosciuta come al-Hamra, dove sorgeva una piccola struttura difensiva, e lì gettò le fondamenta della sua futura residenza e fortezza. Presto cominciarono i lavori per la realizzazione di strutture difensive, di un fossato e di una diga per l'irrigazione e l'approvvigionamento di acqua. I lavori di costruzione si trascinarono fino al regno dei suoi successori e il complesso sarebbe divenuto noto con il nome di Alhambra, trasformandosi nel luogo di residenza di tutti i sovrani Nasridi fino alla resa di Granada del 1492. Muhammad sollecitò a più riprese gli esattori delle tasse al suo servizio affinché raccogliessero i fondi necessari per la costruzione, arrivando al punto di giustiziare l'esattore delle tasse di Almería, tale Abu Muhammad ibn Arus, al fine di far rispettare le sue richieste. Utilizzò infine il denaro inviato dal sovrano hafside di Tunisi, destinato alla difesa contro i cristiani, allo scopo di ampliare la moschea della città.

#### Conflitto iniziale con la Castiglia

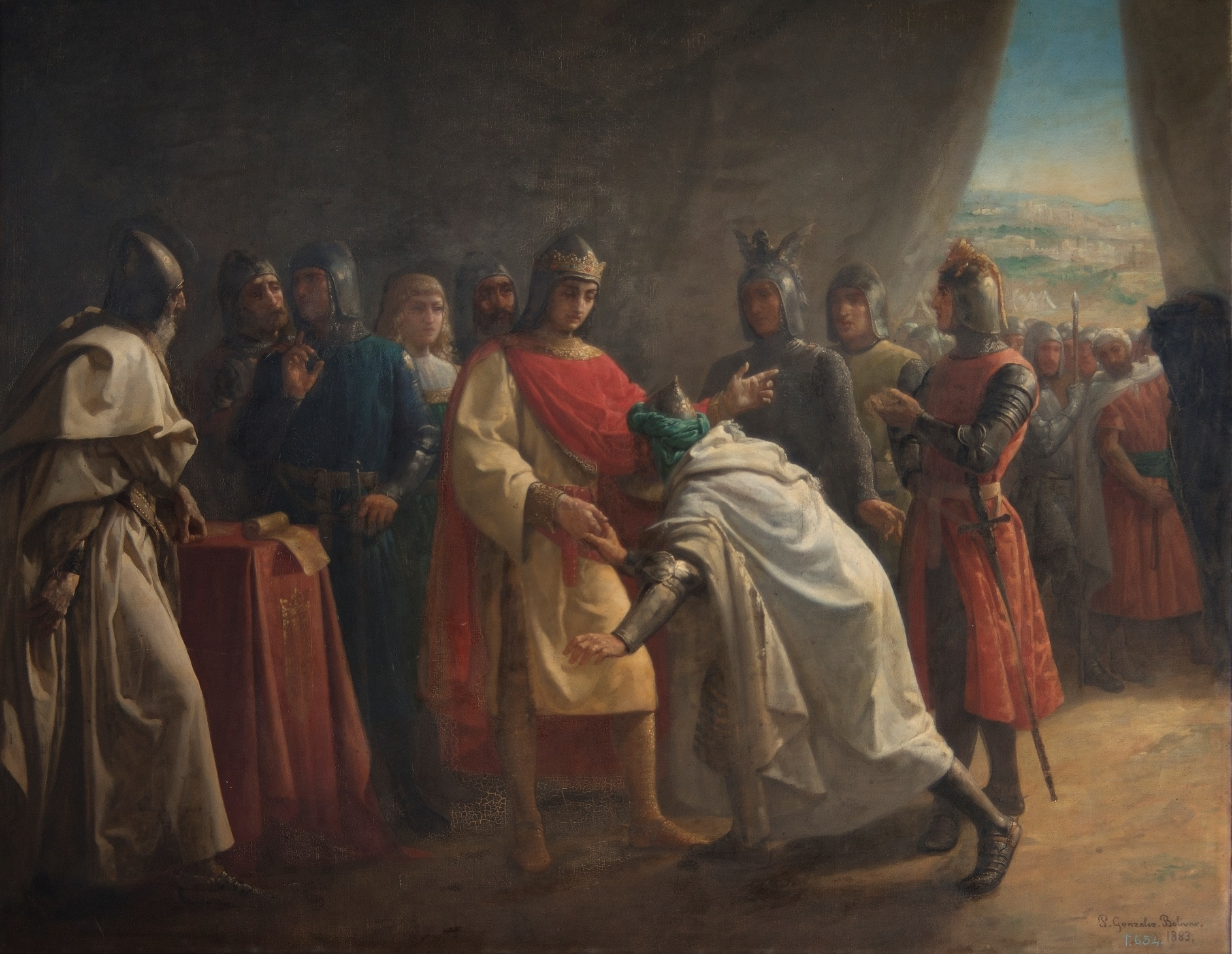
Muhammad bacia la mano di Ferdinando III di Castiglia, mentre si arrende a Jaén e accetta di divenire suo vassallo. Tela di Pedro González Bolívar del 1883

Prima del 1230, Muhammad era diventato il sovrano musulmano più potente in Iberia e controllava le principali città del sud, tra cui Granada, Almería, Málaga e Jaén. Intorno al 1240, Muhammad entrò in conflitto con i suoi vecchi alleati, i castigliani, che stavano invadendo i territori musulmani. Le fonti contemporanee non sono d'accordo sul motivo dello scoppio di queste ostilità: la cristiana Prima Cronaca Generale attribuisce la colpa alle incursioni musulmane, mentre lo storico musulmano Ibn Khaldun la considera una conseguenza delle invasioni cristiane dei territori musulmani. Nel 1242, le forze musulmane razziarono con successo Andújar e Martos vicino a Jaén. Nel 1244, la Castiglia assediò e conquistò Arjona, città natale di Muhammad.
Nel 1245, Ferdinando III di Castiglia assediò la fortificata Jaén. Ferdinando non voleva invischiarsi in un faticoso assalto della città, motivo per cui optò per la tattica di isolarla e costringere gli abitanti alla fame. Muhammad cercò di inviare rifornimenti a questa importante città, ma tali sforzi furono vanificati dagli assedianti. A causa della difficoltà di Muhammad nel difendere e nel destinare rinforzi a Jaén, accettò di siglare un patto con Ferdinando. In cambio della pace, Muhammad cedette il possesso della città e accettò di pagare a Ferdinando un tributo annuale pari a 150 000 maravedí, una somma che finì per costituire la principale fonte di reddito di Ferdinando. Questo accordo fu stipulato nel marzo del 1246, sette mesi dopo l'assedio di Jaén. Come parte dell'accordo gli veniva richiesto di baciare la mano di Ferdinando affinché fosse formalmente riconosciuto il rapporto di vassallaggio, promettendogli inoltre «consiglio e assistenza». Le fonti castigliane tendono a considerare tale evento alla stregua di un omaggio feudale e ritengono Muhammad e i suoi successori dei vassalli di Castiglia in senso feudale. Al contrario, gli scritti musulmani omettono di menzionare qualsiasi rapporto di vassallaggio e tendono a inquadrare il patto alla stregua di un'intesa stipulata tra due sovrani di pari rango e con rispettivi obblighi. Dopo l'accordo, i castigliani entrarono nella città ed espulsero i suoi abitanti musulmani.

#### Pace
L'accordo di pace con la Castiglia durò in gran parte per quasi vent'anni. Nel 1248, Muhammad dimostrò il suo impegno nei confronti di Ferdinando inviando un contingente per aiutare i castigliani nell'assedio di Siviglia. Nel 1252 Ferdinando morì e gli successe Alfonso X. Nel 1254, Muhammad partecipò alle Corti Generali, un'assemblea dei vassalli di Alfonso, presso il palazzo reale di Toledo, dove ribadì la sua promessa di fedeltà e il pagamento dei tributi richiesti, oltre a rendere omaggio alla figlia appena nata di Alfonso Berengaria. Durante il suo regno, Alfonso apparì più interessato a compiere altre imprese, inclusa una serie di campagne infruttuose nel Nord Africa musulmano, piuttosto che proseguire il conflitto con Granada. Muhammad soleva incontrarsi ogni anno con Alfonso alla corte di quest'ultimo a Siviglia e lì pagava i tributi annuali. Muhammad sfruttò la pace che ne seguì per consolidare il suo neonato Stato. Sebbene di piccole dimensioni, il Sultanato di Granada era relativamente ricco e densamente popolato. La sua economia era incentrata sull'agricoltura, soprattutto sulla seta e sulla frutta secca, e sugli scambi commerciali con la penisola iberica, l'Italia e persino il nord Europa. La letteratura, l'arte e l'architettura islamica continuarono a fiorire. Le montagne e il deserto di Tabernas che separavano il regno dalla Castiglia fornivano difese naturali considerevoli, ma i suoi porti occidentali e la rotta nord-occidentale verso Granada erano maggiormente esposti ai pericoli.
Durante il suo regno, Muhammad collocò suoi uomini fedeli in castelli e città. Suo fratello Ismail fu governatore di Málaga fino al 1257. Dopo la morte di Ismail nel 1257, Muhammad nominò suo nipote, Abu Muhammad ibn Ashqilula, quale governatore di Málaga.

#### Frizioni con la Castiglia
La pace tra Granada e Castiglia durò fino all'inizio del 1260, quando varie azioni della Castiglia allarmarono Muhammad. Come parte della sua crociata contro il Nord Africa musulmano, Alfonso rafforzò la sua presenza militare a Cadice e a El Puerto de Santa María, vicino al territorio di Granada. La Castiglia conquistò Jerez de la Frontera sottraendola ai musulmani nel 1261, vicino al confine con Granada, e vi insediò una guarnigione. Nel 1262, la Castiglia conquistò il Regno di Niebla, un'altra enclave musulmana in Spagna. Nel maggio del 1262, durante un incontro a Jaén, Alfonso domandò a Muhammad di consegnare le città portuali di Tarifa e Algeciras a lui. La richiesta di questi porti strategicamente importanti destava molta preoccupazione in Muhammad, e sebbene avesse prestato verbalmente il proprio consenso egli continuava a ritardarne la cessione. Inoltre, nel 1263 la Castiglia espulse gli abitanti musulmani di Écija e reinsediò la città con dei cristiani.
Alla luce di queste azioni, Muhammad era preoccupato che sarebbe diventato il prossimo obiettivo di Alfonso. Avviò dunque degli scambi epistolari con Abu Yusuf Yaqub, il sultano merinide del Marocco, che poi inviò delle truppe a Granada (tra le 300 e le 3 000, a seconda delle fonti di riferimento). Nel 1264, Muhammad e 500 cavalieri si recarono alla corte castigliana di Siviglia per discutere un'estensione della tregua del 1246. Alfonso li invitò ad alloggiare presso l'antico palazzo abbadide, situato vicino alla moschea della città. Durante la notte, i castigliani cinturarono la zona, isolandola completamente. Quando Muhammad lo seppe, fiutò il rischio di una trappola e ordinò ai suoi uomini di fuggire in tutta fretta verso Granada, dove il sultano riuscì a fare ritorno incolume. Alfonso sostenne che la misura preventiva era stata presa al fine di evitare che in quella zona potessero giungervi dei ladri cristiani, ma Muhammad si adirò e mise in stato di allerta le truppe di stanza nelle sue città di confine, con l'intenzione di prepararsi alla guerra. Subito dopo si dichiarò vassallo di Muhammad I al-Mustansir, il sultano hafside di Tunisi.

#### Rivolta mudegiara

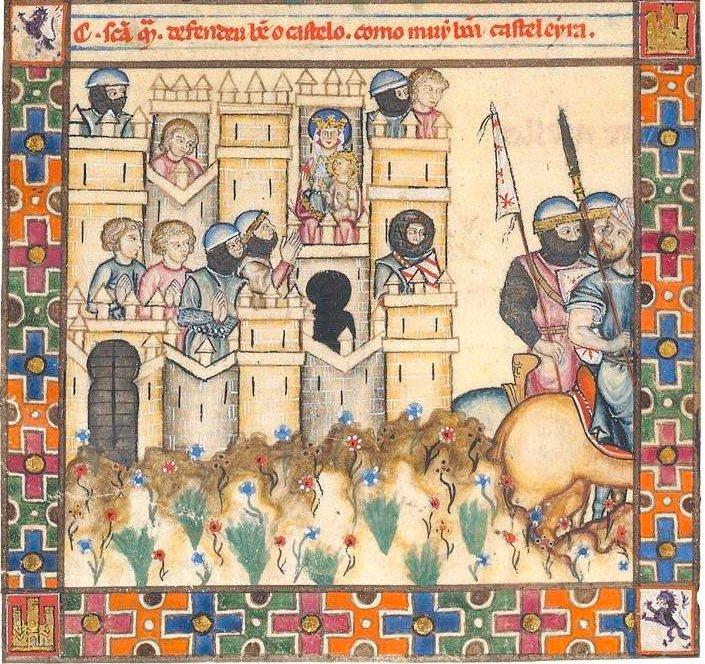
Un castello controllato dai cristiani assediato dalle truppe musulmane durante la rivolta mudegiara del 1264-1266

La pace fu infranta alla fine di aprile o all'inizio di maggio del 1264. Muhammad attaccò la Castiglia, e allo stesso tempo i musulmani nei territori recentemente conquistati dalla Castiglia insorsero. Noti con il nome di mudegiari, gli abitanti erano stati istigati in parte dalla politica di trasferimento forzato adottata da Alfonso e in parte da Muhammad. Inizialmente, Murcia, Jerez, Utrera, Lebrija, Arcos e Medina Sidonia passarono sotto il controllo musulmano, ma i contrattacchi di Giacomo I d'Aragona e Alfonso si rivelarono fruttuosi, evento che permise ad Alfonso di invadere il territorio di Granada nel 1265. Muhammad chiese presto la pace, e ciò che ne risultò fu devastante per i ribelli: i mudegiari dell'Andalusia subirono espulsioni di massa, venendo sostituiti dai cristiani.
Per Granada, l'insurrezione generò delle conseguenze contrastanti. Da un lato, essa fu sonoramente sconfitta e, ai sensi del trattato di pace firmato ad Alcalá de Benzaide, dovette pagare alla Castiglia un tributo annuo di 250 000 maravedí, un totale assai più elevato di quanto era stato pagato prima della ribellione. Ciononostante, il trattato ne assicurò la sopravvivenza e garantì l'esistenza dell'unico Stato musulmano indipendente della penisola iberica. I mudegiari espulsi dalla Castiglia emigrarono a Granada, accrescendo la popolazione del sultanato.

#### Conflitto con i Banu Ashqilula
I Banu Ashqilula erano una famiglia che, come i Nasridi, provenivano anch'essi da Arjona. Principali alleati dei Nasridi durante la loro ascesa al potere, sostennero la nomina di Muhammad a capo di Arjona nel 1232 e contribuirono all'acquisizione di città come Siviglia e Granada. I discendenti di entrambe le famiglie si sposarono tra di loro in più occasioni e Muhammad nominò vari membri dei Banu Ashqilula governatori dei suoi territori. Il centro del potere dei Banu Ashqilula era a Malaga, a cui capo vi era il nipote di Muhammad, Abu Muhammad ibn Ashqilula. La loro forza militare costituiva la spina dorsale dell'esercito di Granada.

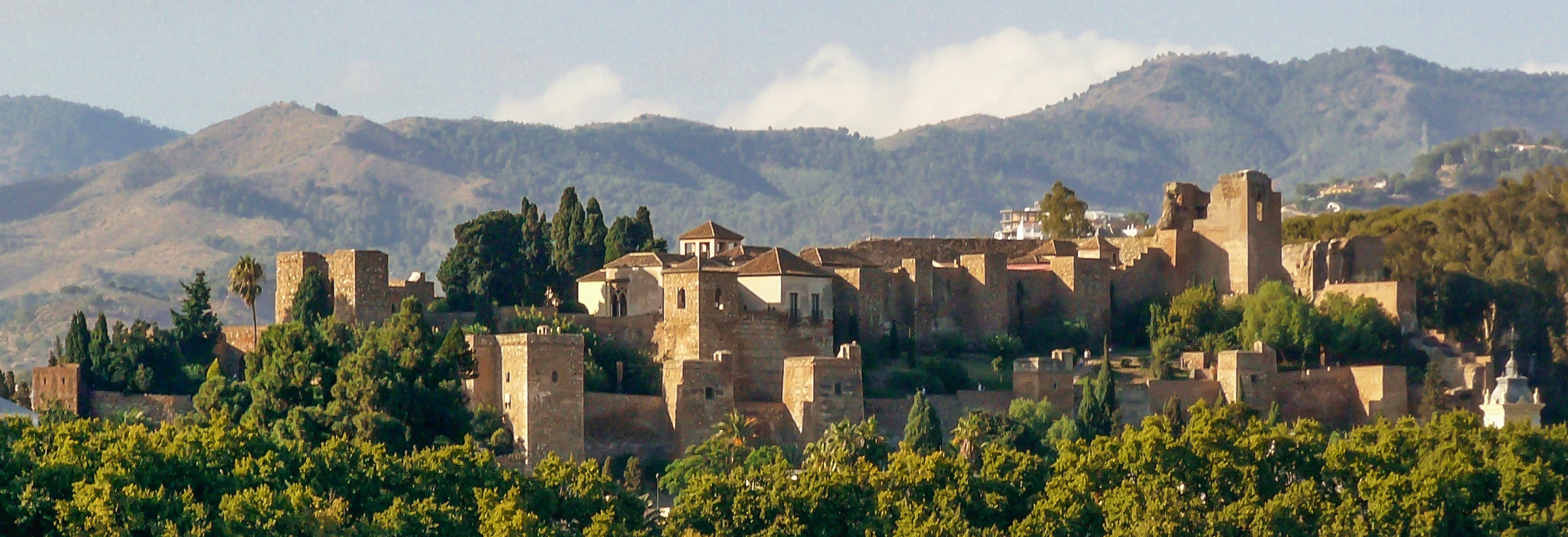
L'alcazaba di Malaga, città dove la famiglia dei Banu Ashqilula, con il tempo divenuta ostile alle politiche di Muhammad I

Nel 1266, mentre Granada stava ancora combattendo contro la Castiglia nella rivolta mudegiara, i Banu Ashqilula scatenarono una ribellione contro Muhammad I. Le fonti relative allo scoppio della ribellione sono scarse e gli storici non concordano sulle cause della spaccatura tra le due famiglie. La professoressa di storia ispano-islamica Rachel Arié ha suggerito che i fattori scatenanti potrebbero essere state la designazione del 1257 dei figli di Muhammad (Muhammad e Yusuf) come eredi e la sua decisione nel 1266 di concedere in sposa una delle sue nipoti, Fatima, a un cugino nasride anziché a uno dei Banu Ashqilula. Secondo Arié, ciò allarmò i Banu Ashqilula, poiché nonostante Muhammad avesse precedentemente promesso di condividere il potere con loro, queste decisioni sembravano escluderli dall'élite politica del sultanato. Al contrario, un'altra storica della Spagna islamica, María Jesús Rubiera Mata ha rigettato queste spiegazioni, sostenendo che i Banu Ashqilula erano preoccupati per la decisione di Muhammad di sollecitare l'intervento delle forze nordafricane durante la rivolta mudegiara del 1264. Essi temevano che il loro arrivo avrebbe prevaricato la posizione dei Banu Ashqilula come principale forza militare nel sultanato.
Muhammad assediò Málaga ma non riuscì a sopraffare la forza militare dei Banu Ashqilula. Questi ultimi cercarono aiuto rivolgendosi ad Alfonso X di Castiglia, che fu felice di sostenere la rivolta per minare l'autorità di Muhammad. Alfonso inviò 1 000 soldati sotto Nuño González de Lara e Muhammad fu costretto a interrompere l'assedio di Malaga. Il pericolo di combattere su più fronti contribuì alla decisione di Muhammad di cercare nuovamente la pace con Alfonso. Nel conseguente accordo stipulato a Alcalá de Benzaide, Muhammad rinunciò alle sue pretese su Jerez e Murcia, territori non sotto il suo controllo, e promise di versare un tributo annuale di 250 000 maravedí. In cambio, Alfonso rinunciò alla sua alleanza con i Banu Ashqilula e riconobbe l'autorità di Muhammad su di loro.
Alfonso si dimostrò riluttante a far rispettare l'ultimo punto e non si mosse contro i Banu Ashqilula. Muhammad rispose a questa mossa convincendo Nuño González, il comandante delle forze castigliane inviate a sostenere i Banu Ashqilula, a insorgere contro Alfonso. Nuño González, che aveva rimostranze contro il suo re, acconsentì; nel 1272 lui e i suoi nobili alleati castigliani pianificarono le operazioni militari contro la Castiglia da Granada. Muhammad aveva privato con successo i suoi rivali delle forze di Nuño González e si era guadagnato alleati nel suo conflitto contro i Banu Ashqilula. Dal canto loro, questi ultimi avevano accettato di negoziare sotto la mediazione di Al-Tahurti dal Marocco.

### Morte e successione

La Spagna meridionale all'epoca di Muhammad, inclusa la regione in cui sarebbe stato in futuro fondato il Sultanato di Granada

Prima che gli sforzi diplomatici compiuti potessero dare i loro frutti, Muhammad subì ferite mortali dopo essere caduto da cavallo il 22 gennaio 1273 (29 Jumada al-Thani 671 AH), vicino alla città di Granada durante una spedizione militare minore. Fu sepolto in un cimitero sulla collina Sabika, a est dell'Alhambra. Sulla sua lapide fu inciso un epitaffio, come confermano Ibn al-Khatib e altre fonti storiche.
Quando morì, Muhammad aveva già dettato delle disposizioni in merito alla successione, prevedendo che il suo figlio omonimo, conosciuto con l'epiteto di al-Faqih (il canonista), gli subentrasse. Sul letto di morte, Muhammad I consigliò al suo erede di cercare la protezione dei Merinidi del Marocco contro i regni cristiani. Il figlio, asceso alla carica di sultano come Muhammad II, aveva già trentotto anni ed era esperto in questioni politiche e belliche. Nell'anno in cui assunse il potere, il 1273, Muhammad II e Alfonso negoziarono una tregua, sia pur di breve durata, tra Granada e Castiglia e i Banu Ashqilula. Il nuovo sultano riuscì a portare avanti la politica del suo predecessore e governò fino alla sua morte, avvenuta nel 1302.

## Discendenza
Muhammad I sposò una cugina paterna di primo grado (un cosiddetto matrimonio bint 'amm), Aisha bint Muhammad, probabilmente nel 1230 o prima, quando si trovava ancora ad Arjona. Il loro primo figlio fu Faraj (1230 o 1231-1256), la cui morte prematura si dice generò in Muhammad un forte stato di tristezza. Un altro dei figli, tale Yusuf, nato in un momento storico incerto, morì anch'egli mentre Muhammad I era ancora in vita. Sopravvissero invece Muhammad (il futuro Muhammad II, 1235 o 1236-1302) e due figlie di nome Mu'mina e Shams. Il primo sultano di Granada aveva inoltre un fratello, Ismail (?-1257), che fu nominato proprio da Muhammad governatore di Malaga; Ismail fu il capostipite del ramo cadetto dei futuri sultani di Granada che avrebbero amministrato lo Stato a partire da Ismaʿil I (1279-1325).

## Rilevanza storica

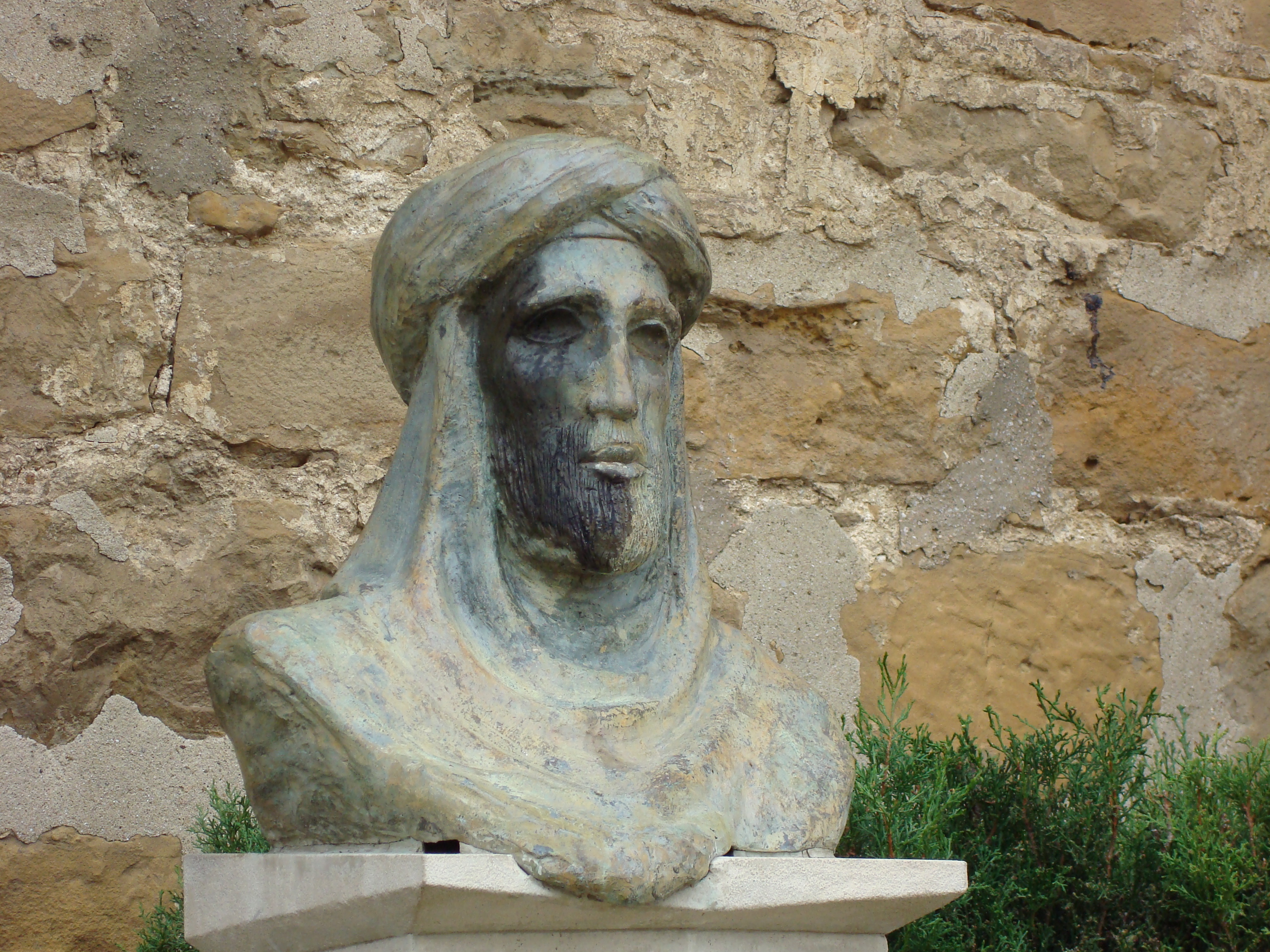
Un busto dedicato a Muhammad I conservato nella sua città natale, Arjona

I due principali meriti storici riconosciuti a Muhammad riguardarono l'ascesa della sua dinastia, quella dei Nasridi e, soprattutto, la fondazione del Sultanato di Granada, rimasto al momento della sua morte l'unico Stato musulmano indipendente nella penisola iberica. Esso sopravvisse per poco più di due secoli, cessando infine di esistere in occasione della guerra di Granada del 1492. L'emirato si estendeva per 390 km tra Tarifa a ovest e le frontiere orientali oltre Almería, ed era largo tra i 97 e i 113 km circa dal mare alle sue frontiere settentrionali.
Durante la sua vita, i musulmani di al-Andalus subirono gravi sconfitte, inclusa la perdita della valle del Guadalquivir, che comprendeva le grandi città di Cordova e Siviglia, nonché Arjona, città natale di Muhammad. Secondo il professore di storia spagnola Leonard P. Harvey, egli «riuscì a scampare al diluvio [della Reconquista] [...] e forgiò un rifugio relativamente sicuro per l'Islam nella penisola». Il suo dominio fu caratterizzato sia dai discutibili atteggiamenti assunti durante la caduta di città musulmane come Siviglia e Jaén, sia dalla sua attenzione e astuzia politica che assicurarono la sopravvivenza di Granada. Disposto a scendere a compromessi, inclusa l'accettazione del vassallaggio alla Castiglia, si dimostrò pronto a stringere quando conveniva sia alleanze con i cristiani sia con i musulmani, con lo scopo ultimo di preservare l'indipendenza del sultanato. L'Encyclopaedia of Islam afferma a proposito di lui che, sebbene in occasione della sua parentesi al potere non abbia riportato «vittorie spettacolari», creò comunque un regime stabile a Granada e avviò la costruzione dell'Alhambra, un tangibile e «duraturo lascito dei Nasridi». L'Alhambra è attualmente iscritta nell'elenco dei patrimoni dell'umanità stilato dall'UNESCO.
È probabile che le sue credenze religiose avessero subito dei mutamenti durante gli anni. All'inizio, si dimostrò un asceta religioso di frontiera, presentandosi alla stregua di un sufi. Pur avendo preservato questo atteggiamento durante il primo periodo in cui si stabilì a Granada, quando il suo sultanato si stabilizzò iniziò ad abbracciare l'ortodossia sunnita tradizionale e ad applicare le dottrine del malikismo fuqaha. Questa trasformazione e il suo impegno verso l'Islam tradizionale portarono Granada in linea con il resto del mondo islamico e furono portate avanti dai suoi successori.